# Flaschensammeln

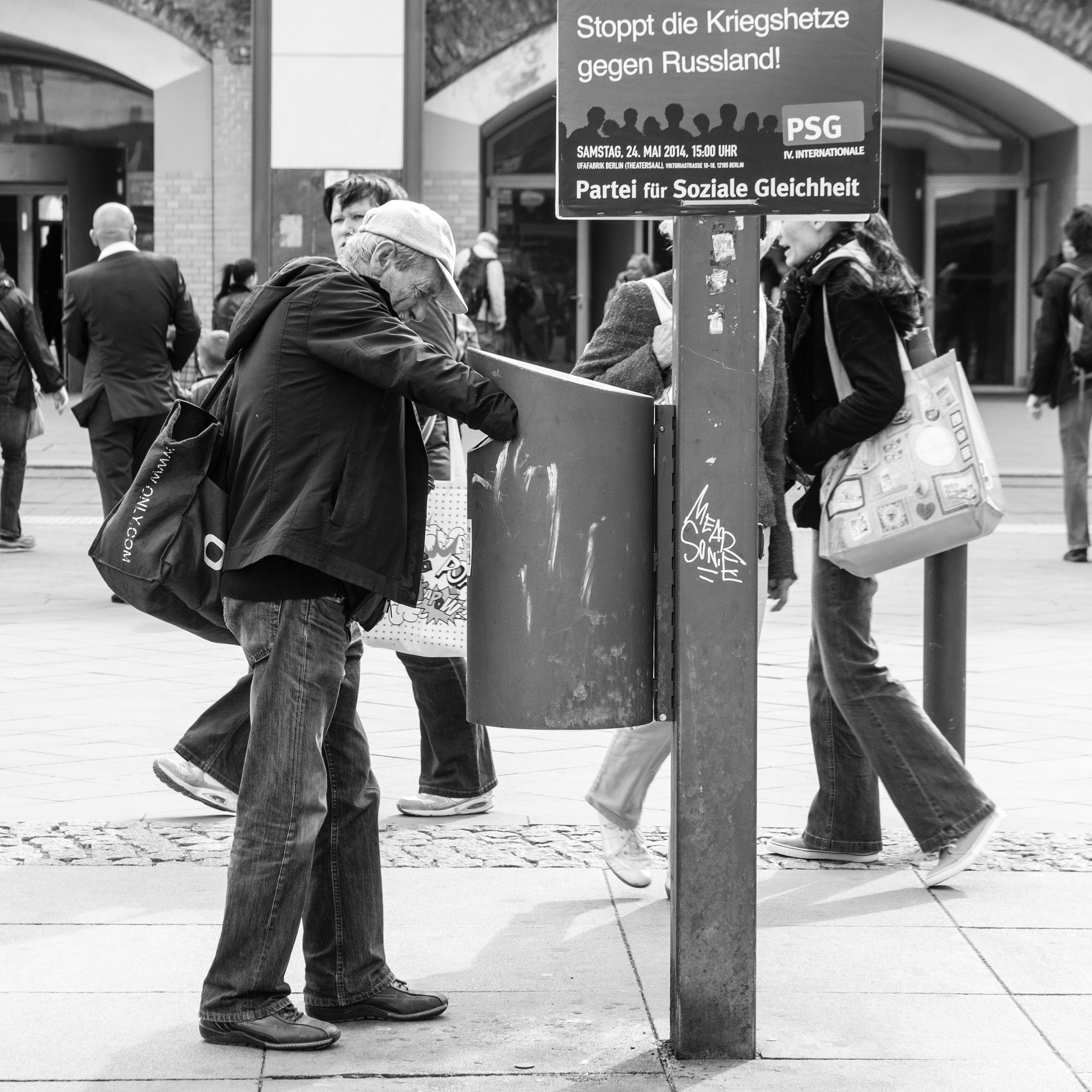
Flaschensammler in einer Großstadt

Europäische Länder mit Flaschenpfandsystemen
Pfand für PET-Flaschen und Getränkedosen
Pfand für PET-Flaschen, nicht Getränkedosen
Flaschenpfand geplant
Kein Flaschenpfand

Das Flaschensammeln betrifft das Einsammeln und die Rückgabe von Pfandflaschen und -dosen durch Personen in Deutschland, die damit meist ihr Privat-Einkommen aufbessern.
Um Pfandflaschen zu sammeln, suchen Flaschensammler Orte auf, bei denen ein größeres Aufkommen von diesem Leergut mit Einweg- und Mehrwegpfand zu erwarten ist. Das sind Stadtzentren, Fußgängerzonen, Treffpunkte und Tourismusziele, es werden jedoch auch Leute direkt angesprochen und manche Sammler bieten einen Abholservice an.
Ziel der Einführung des Pfandsystems auf Leergut von Getränkeverpackungen ist die Entlastung der Umwelt, die Müllvermeidung und ein gesichertes Recycling. Durch die Bepfandung der meisten Getränkeverpackungen in Deutschland und die damit verbundene Menge der aus Unkenntnis oder Bequemlichkeit weggeworfenen Pfandverpackungen ist die Tätigkeit lukrativ. Nach Angaben des Umweltbundesamtes gingen 2012 fast 96 Prozent der Flaschen zurück in den Handel. An dieser hohen Rückgabequote haben Flaschensammler einen oft missachteten Anteil.

## Soziologie

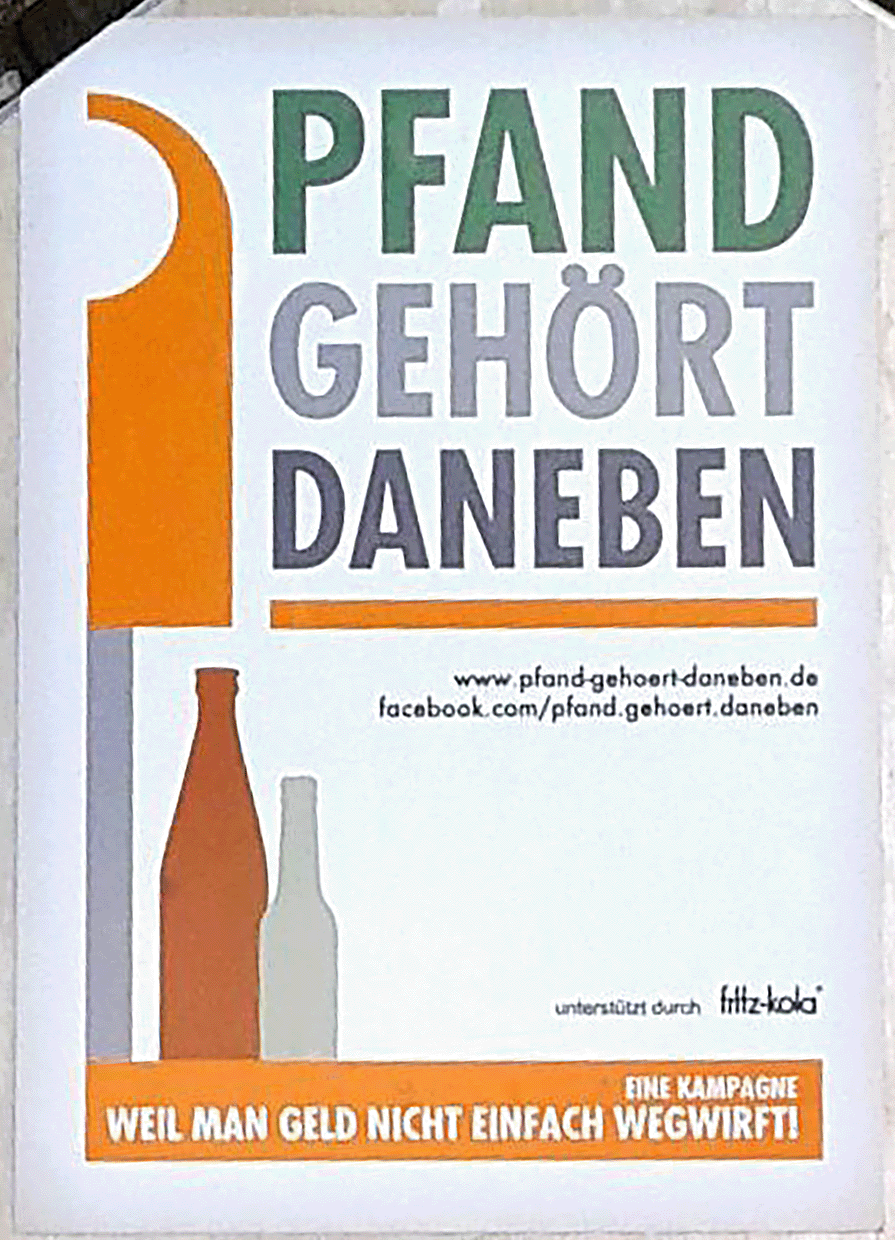
Aufkleber der Kampagne Pfand gehört daneben

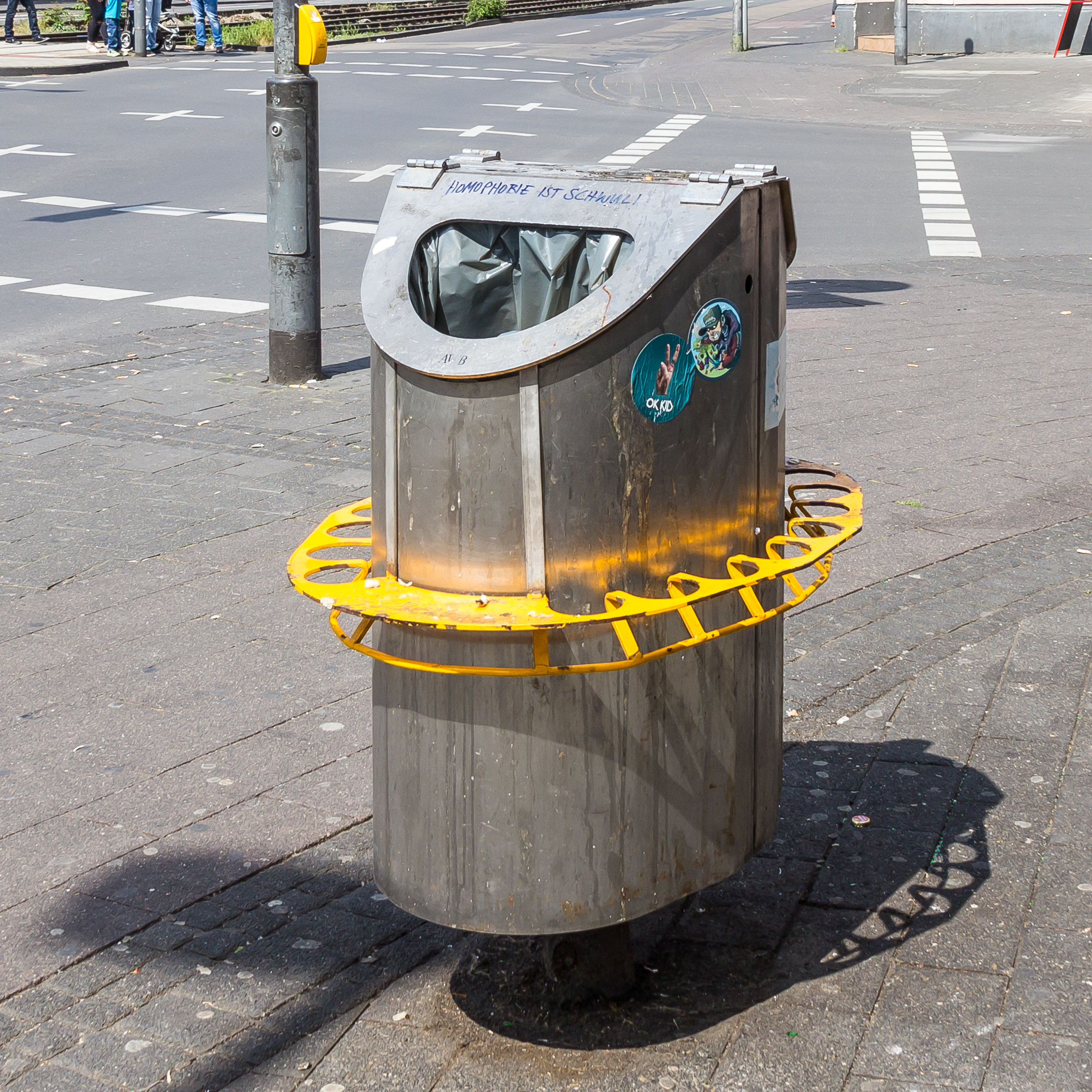
Pfandring an einem Abfalleimer

Flaschensammler, die gezielt der Beschäftigung des Flaschensammelns nachgehen, sind in Städten in Deutschland ein gewohntes Bild, sowohl beim Absuchen der Flächen nach Großereignissen als auch beim Durchsuchen von Mülleimern z. B. auf Bahnhöfen. Ebenso trifft man auf sie beim Einlösen ihrer Fundstücke am Rückgabeautomaten.
Schon mehrfach beobachteten oder befragten Soziologen die Flaschensammler. Sebastian J. Moser erkennt im Flaschensammler eine eigene Sozialfigur, also einen zeitgebundenen Idealtypus, der ein bestimmtes Licht auf die Gesellschaft wirft. Moser stellt in seiner Dissertation 2014 fest, nicht die Armut vereine die „ansonsten sehr heterogene[n] Gruppe der Flaschensammler, sondern die Sehnsucht nach einer festen Tagesstruktur und einer Aufgabe, die an Arbeit erinnert“. Auch sei ihnen wichtig, unter Menschen zu kommen und nicht zu vereinsamen, denn meist hätten diese Personen keinen oder keinen großen Bekanntenkreis. Nach seinen Studien kämen sie auf 100 bis 150 Euro im Monat, und auch ein anderes Forscherteam kommt auf drei bis zehn Euro am Tag.
Neben dem rein monetären Ziel geben Flaschensammler in Interviews auch an, es sei für sie eine mit Arbeit vergleichbare Beschäftigung, ein Hobby oder eine Art Sucht, oder sie seien auch an dem Erhalt der Umwelt interessiert. Voraussetzung hierfür ist einerseits der monetäre Wert der Flaschen, der in Deutschland (heute) vor allem auf dem Verpackungsgesetz beruht, andererseits, dass die ursprünglichen Besitzer der Flaschen sie zurücklassen. Alban Knecht datiert den Beginn dieser Beschäftigung auf die Public-Viewing-Großveranstaltungen im Rahmen der Fußball-Weltmeisterschaft 2006.
Der Soziologe Stefan Sell sieht vor allem nicht ausreichendes Einkommen als Beweggrund für das Flaschensammeln. Er konstatiert insbesondere die starke Zunahme der Niedriglohn-Jobs, den Zerfall der Tarifbindung in vielen Branchen und die Entwertung des Sozialstaatmodells seit den frühen 1990er Jahren als Ursachen für das Aufkommen dieser Beschäftigung. Nach der globalisierungskritischen Attac Deutschland sind die Flaschensammler zu einem Symbol einer immer ärmer werdenden Gesellschaft geworden.
Durchschnittlich sind 80–85 Prozent der Flaschensammler männlich und meist über 65 Jahre alt. Die zweitgrößte Gruppe sind junge Immigranten, die noch nicht in Deutschland Fuß gefasst haben. Die meisten seien von Armut betroffen, aber nicht obdachlos.